# Demetrio I Qadi
Demetrio I Qadi (o Kadi) (Damasco, 18 de enero de 1861-ibídem, 25 de octubre de 1925) fue un religioso sirio, Patriarca de Antioquía y todo el Oriente, Alejandría y Jerusalén de los Melquitas.

## Biografía
Nació como Joseph Qadi en 1861 en Damasco, Siria (en aquel entonces perteneciente al Imperio otomano). En 1903 fue nombrado arzobispo de Alepo. El 6 de abril de 1919 fue nombrado obispo de Damasco y Patriarca de Antioquía de los Melquitas, siendo confirmado el 3 de julio del mismo año por la Santa Sede con la ecclesiastica communio. Como patriarca adoptó el nombre de Demetrio I (Dimitros). 
| Predecesor: Cirilo VIII Jaha | Patriarca de Antioquía y todo el Oriente, Alejandría y Jerusalén de los Melquitas 1919-1925 | Sucesor: Cirilo IX Moghabghab |